# Simulium debacli
Simulium debacli är en tvåvingeart som först beskrevs av Terteryan 1952.  Simulium debacli ingår i släktet Simulium och familjen knott. Inga underarter finns listade i Catalogue of Life.